# Kanton Grancey-le-Château-Neuvelle
Grancey-le-Château-Neuvelle is een voormalig kanton van het Franse departement Côte-d'Or. Het kanton maakte deel uit van het arrondissement Dijon. Het werd opgeheven bij decreet van 18 februari 2014, met uitwerking op 22 maart 2015. Alle gemeenten werden toegevoegd aan het kanton Is-sur-Tille.

## Gemeenten
Het kanton Grancey-le-Château-Neuvelle omvatte de volgende gemeenten:
- Avot
- Barjon
- Busserotte-et-Montenaille
- Bussières
- Courlon
- Cussey-les-Forges
- Fraignot-et-Vesvrotte
- Grancey-le-Château-Neuvelle (hoofdplaats)
- Le Meix
- Salives